# Venus and Adonis (Blow)
Pour les articles homonymes, voir Vénus et Adonis.
Venus and Adonis est un opéra en trois actes et un prologue du compositeur baroque anglais John Blow, créé en 1681 ou 1683 à Londres. L'histoire est basée sur le mythe de Vénus et Adonis, qui a également servi pour le poème Vénus et Adonis de William Shakespeare, ainsi que pour le poème d'Ovide du même nom dans ses Métamorphoses.

## Historique
Écrit pour la cour du roi Charles II soit à Londres soit à Windsor, il est considéré par certains soit comme un semi-opéra soit comme un masque, mais le Grove le considère comme le plus ancien opéra anglais survivant, bien que dans le manuscrit il soit sous-intitulé A masque for the entertainment of the king. Il est considéré comme le premier opéra anglais, six ans avant Dido and Æneas d'Henry Purcell, parce qu'il réunit les caractéristiques typiques de l'opéra, notamment dans le fait qu'il soit entièrement chanté.
L'autrice du livret est dans un premier temps supposée être Aphra Behn à cause de l'écriture féminine du texte et aussi parce qu'elle collabore plus tard avec le compositeur pour la pièce The Lucky Chance. Cependant, selon le musicologue Bruce Wood, dans son édition critique de 2008 de l'ouvrage pour la Purcell Society (en), la librettiste est finalement identifiée par James Winn comme Anne Kingsmill, plus tard mariée sous le nom de Anne Finch, comtesse de Winchilsea.
Venus and Adonis est créé en privé à Londres en 1681 ou en 1683 à la cour du roi Charles II,,,. Le livret est publié l'année suivante et est représenté la même année au pensionnat de filles de Josias Priest à Chelsea. L'ouvrage est par la suite oublié avant d'être retrouvé à la fin du xixe siècle pour être republié en 1902.
Il est par la suite représenté plusieurs fois au cours du xxe siècle, notamment en 1941 aux États-Unis et à l'opéra Comique de Paris en 1990. Il est régulièrement monté depuis les années 1980, par exemple à l'Opéra de Lille en 2012 sous la direction de Bertrand Cuiller et mis en scène par Louise Moaty.

## Description
Venus and Adonis est un court opéra en un prologue trois actes d'un peu moins d'une heure. Le livret s'inspire du mythe grecque antique de Vénus et Adonis, qui a également servi pour le poème Vénus et Adonis de William Shakespeare, ainsi que pour le poème d'Ovide du même nom dans ses Métamorphoses, au livre 10.

### Rôles
Les rôles de Venus and Adonis sont distribués comme suit :
| Rôle                                                          | Voix                      | Distribution lors de la création |
| ------------------------------------------------------------- | ------------------------- | -------------------------------- |
| Cupidon                                                       | soprano                   | Lady Mary Tudor                  |
| Vénus                                                         | soprano                   | Mary (Moll) Davies               |
| Adonis                                                        | baryton                   |                                  |
| Berger                                                        | contralto ou contre-ténor |                                  |
| Bergère                                                       | soprano                   |                                  |
| Chasseur                                                      | contralto ou contre-ténor |                                  |
| Amours, bergers et bergères, chasseurs, et courtisans (chœur) |                           |                                  |

### Musique
Dans sa forme globale, l'opéra doit beaucoup aux opéras français de l'époque, notamment ceux de Jean-Baptiste Lully. Les éléments français de l'opéra sont l'ouverture à la française, le prologue qui se réfère en termes à peine voilés à la cour pour lequel il a été écrit, et comprend également de nombreuses danses populaires de l'époque.
La pièce sert très vraisemblablement de modèle à l'opéra Dido and Æneas d'Henry Purcell, à la fois dans la structure et l'utilisation du chœur. La pièce est remarquable pour la période en raison de la manière dont elle est composée : il n'y a pas d'arias séparées ou de pièces isolées, mais la musique est présente tout au long de la pièce, en utilisant le récitatif pour faire avancer l'action.

### Livret

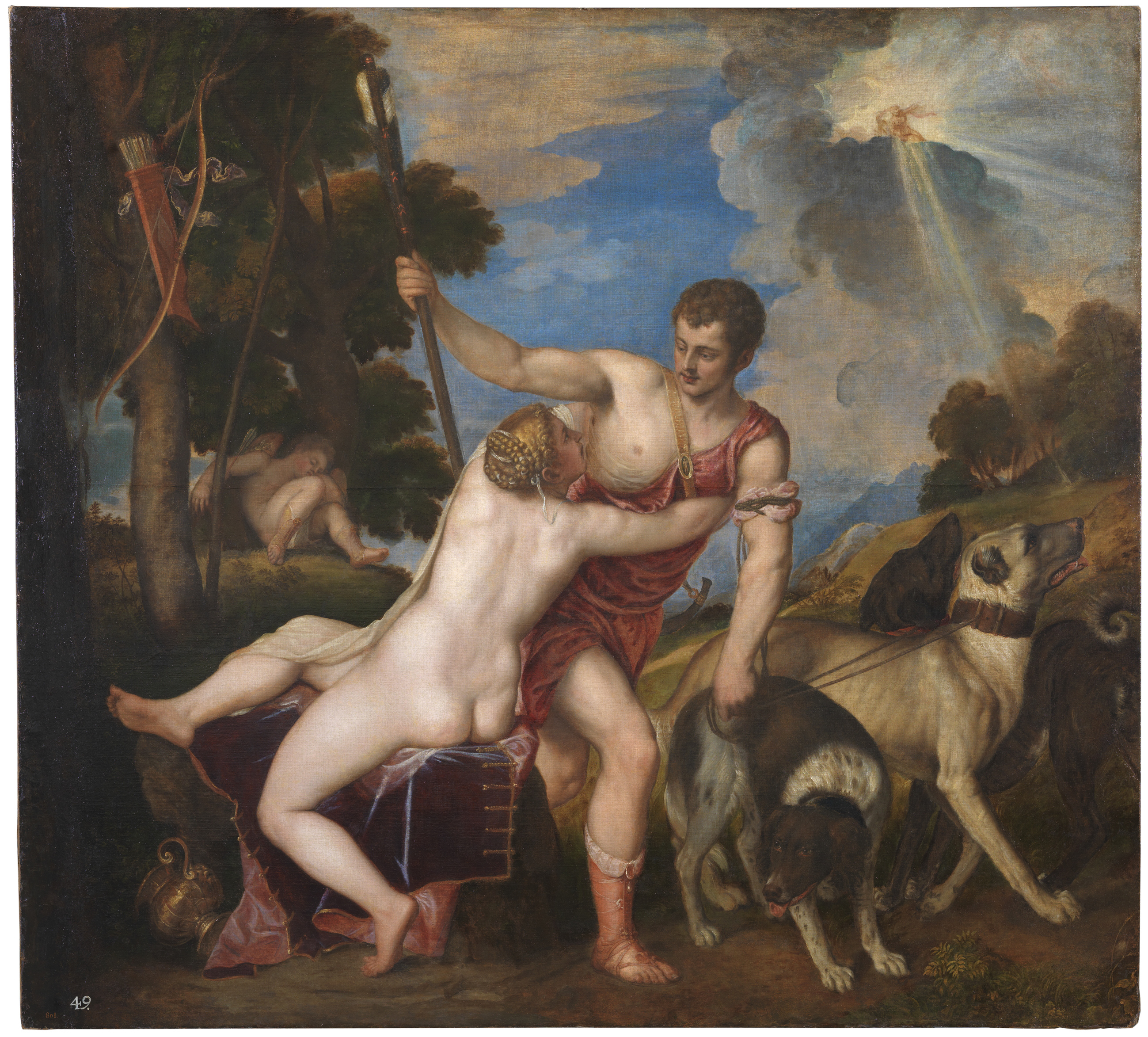
Le même sujet par Titien, 1554

Le mythe traditionnel de Vénus et Adonis raconte :
« Vénus est avec son fils Cupidon, et ce dernier la blesse accidentellement d'une de ses flèches. La première personne que Vénus aperçoit est le beau et jeune Adonis, dont elle tombe immédiatement amoureuse. Il est un chasseur, et elle décide que, pour être avec lui, elle prendrait la forme de la déesse de la chasse, Artemis. Elle avertit Adonis du danger de chasser le sanglier, mais il n'écoute pas l'avertissement, et il est blessé à mort par le sanglier. »
Dans la version de Blow, Vénus encourage Adonis à chasser, en dépit de ses protestations:
Adonis:
Adonis will not hunt today:
I have already caught the noblest prey.
Venus:
No, my shepherd haste away:
Absence kindles new desire,
I would not have my lover tire.
Il existe une situation semblable dans le Dido and Aeneas (1688) d'Henry Purcell, quand Didon repousse Énée qui lui offre de rester près d'elle. En plus de cette importante différence avec le mythe, la version de John Blow contient également un certain nombre de scènes amusantes lorsque Cupidon donne la leçon aux jeunes amours et ses conclusions, selon lesquelles presque personne à la cour n'est fidèle, ce qui constitue une critique particulièrement piquante, étant donné que l'on croit que Cupidon a été joué par Lady Mary Tudor (âgée d'environ 10 ans), fille illégitime de Charles II, et Vénus par Mary (Moll) Davies, ancienne amante du roi.
L'action resserrée possède tous les éléments dramatiques essentiels aux canons de l'opéra, se détachant ainsi de l'action théâtrale du masque qui existait au préalable.

## Argument

### Prologue
Cupidon s'adresse aux bergers et bergères, les accusant d'infidélité, et les invitant à profiter des vrais plaisirs pastoraux.

### Acte 1
Le couple est allongé, et Vénus, accompagnée par une flûte à bec, joue avec le désir d'Adonis. Juste avant de se donner à lui, une musique de chasse se fait entendre, et elle l'encourage à la laisser et à se joindre à la chasse. Les chasseurs entrent et décrivent un énorme sanglier qui pose de gros problèmes; ainsi aiguillonné, Adonis sort.

### Acte 2
Cupidon étudie l'art de l'amour, apprenant de sa mère comment trouver l'amour dans le cœur des hommes. À son tour, il transmet cette leçon à un groupe de petits amours. Cupidon conseille sa mère sur la manière de s'y prendre pour que Adonis l'aime encore plus. Ils appellent alors les Grâces, porteuses de beauté et de charme, pour magnifier la déesse de l'amour.

### Acte 3
Vénus et Cupidon apparaissent frappés de douleur. Adonis est amené, mourant de la blessure que lui a infligé le sanglier. Il chante en duo avec Vénus, et meurt dans ses bras. Comme une lamentation, elle entame une marche funèbre, et le refrain est repris par les pasteurs (en réalité, les courtisans de Vénus). L'opéra se termine par le chœur en sol mineur «Mourn for their servant», un bon exemple de contrepoint élégiaque.

## Enregistrements
- John Blow:Venus and Adonis, dirigé par Bernard Cuiller avec Les Musiciens du Paradis, Alpha (703)[8], avec Marc Mauillon et Céline Scheen.
- John Blow:Venus and Adonis (enregistré en 1987), dirigé par Charles Medlam, pour Harmonia Mundi (1901276), avec Nancy Argenta (Venus), Lynne Dawson (Cupidon), Stephen Varcoe (Adonis), et London Baroque.
- Venus and Adonis (enregistré en 1999), dirigé par René Jacobs, pour Harmonia Mundi (901684), avec Rosemary Joshua (Venus), Robin Blaze (Cupidon), John Bowen, María Cristina Kiehr, Jonathan Brown, Gerald Finley, Christopher Josey, et l'Orchestra of the Age of Enlightenment.
- Venus and Adonis (enregistré en 1951), pour Éditions de l'Oiseau-Lyre (OL.50004), avec Margaret Ritchie (Venus), Margaret Field-Hyde (Cupidon), Gordon Clinton (Adonis), et le Chœur et l'Ensemble Orchestral de L'oiseau-Lyre, dirigé par Anthony Lewis (en)[9].